# HEPES
HEPES ist eine Kurzbezeichnung für 2-(4-(2-Hydroxyethyl)-1-piperazinyl)-ethansulfonsäure, eine Puffersubstanz.

## Gewinnung und Darstellung
HEPES kann durch Addition von N-Hydroxyethylpiperazin an Vinylsulfonsäure oder ein Salz dieser Säure dargestellt werden.

## Eigenschaften
HEPES ist ein brennbares, schwer entzündbares, feuchtigkeitsempfindliches kristallines, weißes, geruchloses Pulver, das leicht löslich in Wasser ist. Sie zersetzt sich bei Erhitzung über ca. 211 °C. In Anwesenheit von Licht, Sauerstoff und HEPES wird Wasserstoffperoxid gebildet, das zytotoxisch wirkt. Es wird daher empfohlen, HEPES-haltige Lösungen vor Licht geschützt zu lagern, um die Bildung von Wasserstoffperoxid zu verhindern.

### Chemische Eigenschaften
HEPES wird für biochemische, molekularbiologische und mikrobiologische Zwecke als Puffersubstanz aus der Gruppe der Good-Puffer verwendet. Bei einer Säurekonstante von pKs = 7,55 (bei 20 °C) besitzt es eine gute Pufferkapazität zwischen pH 6,8 und 8,2. Die Temperaturabhängigkeit beträgt ΔpKs/ΔT = −0,014 K−1.